# Осиновское сельское поселение (Татарстан)
Осиновское се́льское поселе́ние (тат. Осиново авыл җирлеге, Osinovo awıl cirlege) — муниципальное образование в Зеленодольском районе Татарстана Российской Федерации.
Административный центр — село Осиново.

## История
Образован в марте 1918 года (по другим данным – в декабре 1917 года) как Осиновский сельсовет в составе Ильинской волости Казанского уезда той же губернии. С 1920 по 1927 год в той же волости Арского кантона Татарской АССР. После её упразднения вошёл в состав Казанского района.
Во время укрупнения сельсоветов в Казанском районе в 1932 году в состав сельсовета были включены Новотуринский и Новониколаевский сельсоветы.
После разделения Казанского района в 1938 году на Юдинский и Столбищенский оказался в составе первого. На тот момент на территории сельсовета проживало 2597 человек в 578 хозяйствах, из них 311 — хозяйства колхозников, 56 — единоличников, 211 — рабочих и служащих.
В 1958 году перечислен в состав Зеленодольского района и в том же году в состав сельсовета были включены населённые пункты упразднённого Ремплерского сельсовета
Во время административно-территориальной реформы 1960-х годов в 1963–1965 годах входил в состав Зеленодольского укрупнённого сельского района
Статус и границы сельского поселения установлены Законом Республики Татарстан от 31 января 2005 года № 24-ЗРТ «Об установлении границ территорий и статусе муниципального образования "Зеленодольский муниципальный район" и муниципальных образований в его составе».

## Население
Осиновское сельское поселение является крупнейшим по населению сельским поселением в Татарстане.
| 2010    | 2011    | 2012    | 2013    | 2014    | 2015    | 2016    |
| ------- | ------- | ------- | ------- | ------- | ------- | ------- |
| 10 196  | ↗10 218 | ↗10 641 | ↗11 294 | ↗12 574 | ↗13 877 | ↗14 590 |
| 2017    | 2018    | 2021    |         |         |         |         |
| ↗15 062 | ↗15 609 | ↗18 890 |         |         |         |         |

## Состав сельского поселения
| № | Населённый пункт | Тип населённого пункта       | Население |
| - | ---------------- | ---------------------------- | --------- |
| 1 | Воронино         | деревня                      | ↗260      |
| 2 | Новая Тура       | село                         | ↗946      |
| 3 | Новониколаевский | посёлок                      | ↘705      |
| 4 | Осиново          | село, административный центр | ↗17 466   |
| 5 | Ремплер          | село                         | ↗301      |

## Разное
В 1949 году на территории Осиновского сельсовета действовали 6 колхозов:
- имени Гинзубрга (Осиново),
- «Пролетарий» (Новая Тура),
- «Красный Бор» (Новониколаевский),
- «Объединение» (Четыре Двора),
- «Красная Чувашия» (Ремплер),
- имени Крупской (Воронино)[23].